# Parabuthus transvaalicus
Parabuthus transvaalicus je jeden ze tří nejjedovatějších štírů rodu Parabuthus. Je schopen v rozčilení vystříknout jed. Pro zdravého dospělého člověka není příliš nebezpečný, ale pro nemocné, děti a starší osoby může být bodnutí smrtelné. Jedná se o pouštního štíra hloubícího nory pod kameny a kusy kůry.

## Chov
Terárium je třeba pouštního typu s vyšší vrstvou substrátu. Tento štír dorůstá okolo 15 cm a díky své černé barvě se jedná o jednoho z nejatraktivnějších štírů z rodu. V jednom vrhu má okolo třiceti mláďat, u kterých jsou někdy problémy s odchovem.